# Morinda batesii
Espèce
Synonymes
- Morinda batesii Wernham[2]
- Morinda geminata DC.[2]
- Psychotria chrysorhiza Thonn.[2]

Morinda batesii Wernham est une espèce de plantes tropicales de la famille des Rubiacées et du genre Morinda.

## Étymologie
Son épithète spécifique batesii rend hommage au naturaliste américain George Latimer Bates qui l'a découverte en 1919.

## Description
C'est un arbuste.

## Distribution
Très rare, endémique, l'espèce n'a été observée que sur un seul site, dans la Région du Sud, au bord de la rivière Bitye, où elle a été récoltée par G. L. Bates.